# Jeździectwo na Letnich Igrzyskach Olimpijskich 1980
Jeździectwo na Letnich Igrzyskach Olimpijskich 1980 w Moskwie rozgrywane było w dniach 25 lipca – 1 sierpnia. W zawodach wzięło udział 68 jeźdźców, w tym 9 kobiet, z 11 krajów. W indywidualnym konkursie skoków pierwsze i jak dotąd jedyne złoto dla Polski w jeździectwie wywalczył Jan Kowalczyk. Był on również członkiem zespołu, który zdobył srebrny medal w skokach drużynowo.

## Medaliści
| Konkurencja                            | Złoto | Srebro | Brąz |
| Ujeżdżenie – indywidualnie             | Austria · Elisabeth Theurer na koniu Mon Cherie | ZSRR · Jurij Kowszow na koniu Igrok | ZSRR · Wiktor Ugriumow na koniu Szkwal |
| Ujeżdżenie – drużynowo                 | ZSRR · Jurij Kowszow na koniu Igrok · Wiktor Ugriumow na koniu Szkwal · Wira Misewycz na koniu Plot                                                 | Bułgaria · Petar Mandadżiew na koniu Stchibor · Swetosław Iwanow na koniu Aleko · Georgi Gadżew na koniu Wnimatelen                                        | Rumunia · Anghelache Donescu na koniu Dor · Dumitru Veliku na koniu Decebal · Petre Roșca na koniu Derbist                                                                          |
| WKKW – indywidualnie                   | Włochy Federico Euro Roman na koniu Rossinan | ZSRR · Aleksandr Blinow na koniu Galzun | ZSRR · Jurij Salnikow na koniu Pintset |
| WKKW – drużynowo                       | ZSRR · Aleksandr Blinow na koniu Galzun · Jurij Salnikow na koniu Pintset · Walerij Wołkow na koniu Cheti · Siergiej Rogożin na koniu Gelespont     | Włochy Federico Euro Roman na koniu Rossinan Anna Casagrande na koniu Daleye Mauro Roman na koniu Dourakin 4 Marina Sciocchetti na koniu Rohan de Lechereo | Meksyk · Manuel Mendívil Yocupicio na koniu Remember · David Bárcena Ríos na koniu Bombona · José Luis Pérez Soto na koniu Quelite · Fabián Vázquez López na koniu Cocaleco         |
| Skoki przez przeszkody – indywidualnie | Polska · Jan Kowalczyk na koniu Artemor | ZSRR · Nikołaj Korolkow na koniu Espadron | Meksyk · Joaquín Pérez de las Heras na koniu Alymony |
| Skoki przez przeszkody – drużynowo     | ZSRR · Wiaczesław Czukanow na koniu Gepatit · Wiktor Poganowski na koniu Topkij · Wiktor Asmajew na koniu Reis · Nikołaj Korolkow na koniu Espadron | Polska · Marian Kozicki na koniu Bremen · Jan Kowalczyk na koniu Artemor · Wiesław Hartman na koniu Norton · Janusz Bobik na koniu Szampan                 | Meksyk · Joaquín Pérez de las Heras na koniu Alymony · Jesús Gómez Portugal na koniu Mssacre · Gerardo Tazzer Valencia na koniu Caribe · Alberto Váldes Lacarra na koniu Lady Mirka |

## Klasyfikacja medalowa
| Lp. | Państwo  |   |   |   | Razem |
| --- | -------- | - | - | - | ----- |
| 1.  | ZSRR     | 3 | 3 | 2 | 8     |
| 2.  | Polska   | 1 | 1 | 0 | 2     |
| 2.  | Włochy   | 1 | 1 | 0 | 2     |
| 4.  | Austria  | 1 | 0 | 0 | 1     |
| 5.  | Bułgaria | 0 | 1 | 0 | 1     |
| 6.  | Meksyk   | 0 | 0 | 3 | 3     |
| 7.  | Rumunia  | 0 | 0 | 1 | 1     |